# 배두훈
배두훈(1986년 7월 15일 ~)은 대한민국의 뮤지컬 배우이자 가수이다.

## 뮤지컬
- 2013 - 2014 뮤지컬 풍월주 사담 11.09 ~ 02.16
- 2014 가무 악극 안견 몽유도원도곤 3.5
- 2014년 블랙메리포핀스 헤르만 06.10 ~ 08.31
- 2014년 비스티 이승우 07.11 ~ 09.14
- 2014 - 2015 마이 버킷 리스트 해기 11.13 ~ 01.03
- 2015년 마이 버킷 리스트 해기 03.26 ~ 05.31
- 2015년 베어 더 뮤지컬 맷 06.20 ~ 08.23
- 2015년 - 2016 바람직한 청소년 지훈 12.04 ~ 12.20
- 2015년 - 2016년 명동로망스 장선호 10.20 ~ 01.03
- 2016 명동로망스 장선호 03.22 ~ 04.24
- 2016년 고래고래 병태
- 2016년 팬레터 이윤
- 2016 - 2017 빨래 솔롱고
- 2019 - 2020 뮤지컬 빈센트 반 고흐 고흐
- 2020년 렌트 마크
- 2020년 킬러파티 대배웅
- 2020 - 2021 미드나잇: 액터뮤지션
- 2023 - 2024 렌트 마크
- 2024 - 2025 틱틱붐 존

## 연극
- 2017년 미드나잇: 앤틀러스 남자
- 2017년 나쁜자석 폴

## 방송 & 라디오
- 2010 1.3 열린음악회 KBS 1TV 로고 1984 밴드 소리아
- 2012 1.25 우리가락 우리문화 MBC 로고
- 2013 3.1 보이스 코리아2 엠넷 로고
- 2014 7.29 국악콘서트 악장 국악방송 로고
- 2014 7.29 국악콘서트 악장 국악방송 로고
- 2016 4.21 공연에 뜨겁게 미치다 TBS TV 로고
- 2017 8.25 팬텀싱어 2 JTBC 로고
- 2017 세계음악기행 EBS FM 로고 뮤지컬 빈센트 반 고흐팀
- 2020 6.7 열린음악회 KBS 1TV 로고
- 2020 6.20 문화가중계 SBS 로고
- 2020 7.3 최화정의 파워타임 SBS 파워FM 로고 30주년...
- 2021 8.8 복면가왕 MBC 로고 & 제159대 가왕 투표 안 하고 뭐 해 이 바보야! 비대면 남친
- 2022 12.25 불후의 명곡 KBS 2TV 로고
- 2022 2.6 복면가왕 MBC 로고
- 2022 3.19 불후의 명곡 KBS 2TV 로고
- 2022 6.10 뮤직뱅크 KBS 2TV 로고
- 2022 6.11 쇼! 음악중심 MBC 로고

## 팬미팅
- 2015 3.10 뮤지컬배우 배두훈 1st CONCERT - 귀로 듣는 dessert -
- 2019 8.10 Summer Tea Party 팬미팅
- 2021 10.18 2021 웰컴대학로 '뮤지컬 한류스타 팬미팅' 팬미팅, with
- 마이클 리 11.12 팬미팅
- 데뷔 8주년 기념 팬미팅